# 赫雷尼夫 (沃倫州)
50°44′33″N 24°13′32″E / 50.74250°N 24.22556°E
赫雷尼夫（羅馬化：Khreniv）是烏克蘭的村落，位於該國西部沃倫州，由沃洛德米爾區負責管轄，始建於1545年，面積4.7平方公里，海拔高度198米，2001年人口343，人口密度每平方公里72.98人。